# Куадрелле
Куадрелле (итал. Quadrelle) — коммуна в Италии, располагается в регионе Кампания, в провинции Авеллино.
Население составляет 1574 человека, плотность населения составляет 262 чел./км². Занимает площадь 6 км². Почтовый индекс — 83020. Телефонный код — 081.
Покровителем коммуны почитается святой Иоанн Предтеча, празднование 24 июня.